# 神谷清次
神谷 清次（かみや きよつぐ）は、戦国時代から江戸時代初期の武将。

## 生涯
出自は不明。生後程なく孤児となったため、三河蒼海郡の武士神谷宗弘に引き取られて養嗣子となった。弘治元年（1555年）松平氏に属する父に従って武功があった。以後は植村正勝麾下の武将として活動し、三方ヶ原の戦いや長篠の戦いで活躍。遠江浜名郡で一向門徒大野清兵衛が乱を起こした際にはその正勝の代将としてこれを鎮圧した。その後も高天神城の戦い、天正壬午の乱、小牧・長久手の戦い、小田原征伐に従軍。
天正19年（1591年）九戸政実の乱に際して徳川家康が陸奥へ出張した際には、本多正純麾下として従軍。慶長5年（1600年）関ヶ原の戦いでは正純隊に、慶長20年（1615年）大坂夏の陣では酒井忠利に従い江戸城留守居を務めた。